# Huszadik Század (folyóirat)
A Huszadik Század 1900–1919 között megjelent haladó, polgári, társadalomtudományi folyóirat, amelyet 1901-től kezdve a Társadalomtudományi Társaság adott ki. Gratz Gusztáv (1900–1903), Kégl János és Somló Bódog (1903–1906), 1906-tól megszűnéséig Jászi Oszkár szerkesztette.

## Története
Létrehozását a polgári radikális körök szorgalmazták, de 1906-ig a társadalomtudomány valamennyi hazai művelőjének összefogására törekedett politikai pártállásra való tekintet nélkül. 1906-tól, a Társadalomtudományi Társaságban bekövetkezett kettészakadás következtében elsősorban a polgári radikalizmus ideológiai fóruma, amelyben helyet kaptak marxista tudósok is, köztük Szabó Ervin írásai is. A folyóirat jelentős szerepet játszott az 1918-as őszirózsás forradalom eszmei-politikai előkészítésében. 1919-ben a Magyarországi Tanácsköztársaság megdöntését követően betiltották.
A Huszadik Század az első, valóban jelentős szociológiai folyóirat Magyarországon, amely a korabeli szociológiai irányzatok ismertetésén, hazai kutatások eredményeinek közreadásán túlmenően figyelemmel kísérte a szociológiával rokon etnológiai munkákat, és helyt adott társadalomnéprajzi tanulmányoknak.

## Külső hivatkozások
- Huszadik század - a folyóirat online is elérhető